# Prototheora malawiensis
Prototheora malawiensis is een vlinder uit de familie Prototheoridae. De wetenschappelijke naam van deze soort is voor het eerst geldig gepubliceerd in 2001 door Davis.
De soort komt voor in tropisch Afrika.